# عبد المطلب الفحل
عبد المطلب الفحل (1942 - 20 ديسمبر 2021) إعلامي ومذيع سوداني ومهتم بالتراث السوداني. اشتُهر بتقديمه للبرنامج الإذاعي «دكان ود البصير» بالإضافة لعدد من البرامج الإذاعية الأخرى.

## نشأته ودراسته
من مواليد العام 1942 بمنطقة الزومة محلية مروي، ودرس المراحل الأولية والوسطى بالزومة، ثم المعهد العلمي بنوري، ثم الثانوي ببورتسودان، وتخرج في جامعة القاهرة فرع الخرطوم بكلية الآداب من قسم اللغة العربية. وحضر الدراسات العليا الماجستير من جامعة القرآن الكريم في (الأداء اللغوي في نشرات الأخبار في الإذاعة السودانية). والدكتوراه من جامعة أم درمان الإسلامية عن (اللغة العربية ما بين الفصحى والعامية في الإذاعة السودانية).. تطبيقاً على برنامج لسان العرب للأديب الراحل فراج الطيب، ودراسات في القرآن للدكتور عبد الله الطيب.

## عمله
دخل عبد المطلب للإذاعة السودانية في عام 1978م عندما تم نقله لمدرسة عطار الثانوية بنين بأعالي النيل، ورفض الذهاب نسبة لولعه بكتابة الدراما والمسرح والإذاعة وحبه للمسرح وإجادته للتمثيل منذ صغره، حيث أصرت وزارة التربية والتعليم على نقله، وتدخل الأستاذ بابكر أحمد كابوس- وهو عضو في مجلس الآباء بالمدرسة في بحري ويعمل بوزارة الثقافة والإعلام- ووجهنه بأن ينتقل لوزارة الثقافة والإعلام، تمت إجراءات نقله وتم تعيينه في الإذاعة السودانية. وقدم في الإذاعة برامج صغيرة ومسلسلات للإذاعة في السبعينيات، وأول مسلسل إذاعي (منو الكتل صديق)، وآخر يتكون من خمس عشرة حلقة (حكاية النعمة بت وراق)، ثم برنامج (دكان ود البصير) كبرنامج كبير، وما زال مستمراً، وقد بلغت عدد حلقاته ألف وثلائماثة، وهو من البرامج الدرامية وبرنامج (أهلاً وسهلاً) و(الهجرة إلى الله) استمر (12) عاماً، وبرنامج (على الخط) الذي قدمه للجمهور. ثم عمل محاضراً في جامعة أم درمان الإسلامية وأحيل للمعاش في 2003، كان يعمل قبل وفاته محاضراً بجامعة المشرق ببحري، ومتعاون في الإذاعة ببرنامج (دكان ود البصير).

## ود البصير
يعتبر برنامج دكان ود البصير من أقدم البرامج الإذاعية التي استمرت لسنين طويلة، وكان قد تم إيقافه من الإذاعة السودانية، بينما هنالك اتجاهات لعودته مرة أخرى.